# 杰贝尔·阿尔泰尔岛

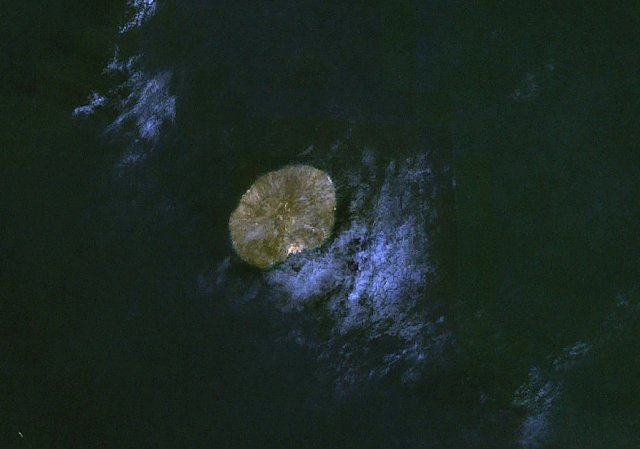
陆地卫星7号拍摄的杰贝尔·阿尔泰尔岛

杰贝尔·阿尔泰尔岛（阿拉伯语：‎，Jazīrat Jabal aṭ-Ṭayr，字面的意思是“鸟山岛”），是一个近似椭圆形的火山岛，位于红海与亚丁湾交汇处的曼德海峡的西北部，也门和厄立特里亚中间。1996年以来，也门在该岛上设立了两个瞭望塔和一个小型军事基地。
在经过124年的休眠之后，造就了这个岛屿的火山于2007年9月30日再次喷发。

## 地理
杰贝尔·阿尔泰尔岛近似椭圆形，长约3千米，面积为3.99平方千米。它几乎位于东边的也门（距该岛115千米）和西南边的厄立特里亚（距该岛约150千米）之间。它距也门的卡马兰岛约82千米，沙特阿拉伯的费拉桑群岛位于其东北。
岛屿由玄武岩层状火山杰贝尔·阿尔泰尔山（又名泰尔山；阿拉伯语：‎，Jabal aṭ-Ṭayr，字面意思是“鸟山”)构成，坐落于红海海面以下约1200米深的海底之上，其火山口处为最高点，海拔244米。在1982年之前，人们一直认为这座火山是死火山，是在全新世的时候刚刚停止活动的。它是红海中已知的全新世火山中最北的一座，中央的火山口名为杰贝尔·杜汉（Jebel Duchan）。它位于非洲板块和阿拉伯板块之间的离散边界附近的火山和地质活动活跃区之上。
岛上没有任何天然水源，倾斜的海岸之内，就是高耸于其上90米的玄武岩断崖，断崖之上则是圆锥状的顶峰。这一独特的地貌形态使之成为红海航运的一个理想地标，它在海平面以下山坡也是十分陡峭的，因此船只可以安全从岛边经过。岛上没有常住人口，但是一部分地区获准作为渔民的季节性居住地。

## 历史
这座岛在过去曾叫做塞班岛（Saiban），是经过其附近的航线的重要地标。在历史上，奥斯曼帝国曾控制了红海的岛屿，并授予一家法国公司在这些岛上建筑灯塔的特权。英国势力于1915年占领了该岛，但故意使该岛的主权保持未定状态。在英法之间经历了一段讨价还价之后，灯塔特许权由一家英国公司获得，最后则归于也门。
该岛的主权长期未定，埃塞俄比亚、厄立特里亚和也门之间素有争议。根据1962年的一项协定，灯塔的维护费用由运货船只承担。1973年，也门注意到埃塞俄比亚试图在岛上建立空军基地，埃塞俄比亚对此做出了含糊的回应，认为这一海区的岛屿都应看作是“没有公认的主权”，这成了两国之间的一个争论焦点。在厄立特里亚于1993年从埃塞俄比亚独立之后，这场争论终于在1995年因为哈尼什群岛和祖盖尔岛的归属问题而升级为哈尼什群岛危机。1998年－1999年，这一纠纷由海牙常设仲裁法庭审理，结果是也、厄两国各得到了一些岛屿。
1996年，在纠纷未解决之前，也门在岛上建立了一个军事基地，这理所当然地引发了也、厄之间的争论。现在，岛上有两个瞭望塔，用来监控过往的大型军舰、货轮和油轮。

## 2007年喷发

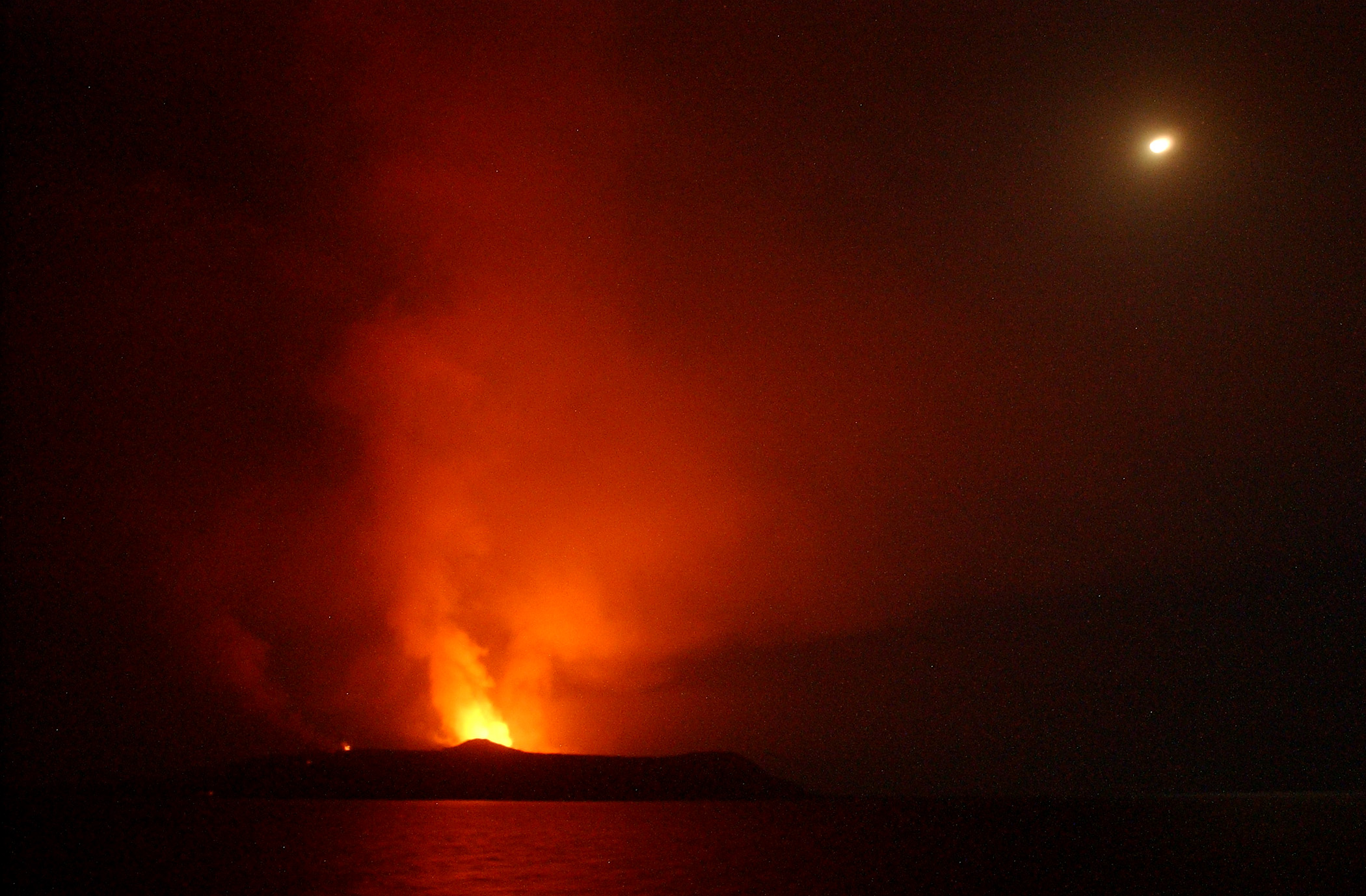
从美国军舰贝恩布里奇号(DDG-96)上看喷发

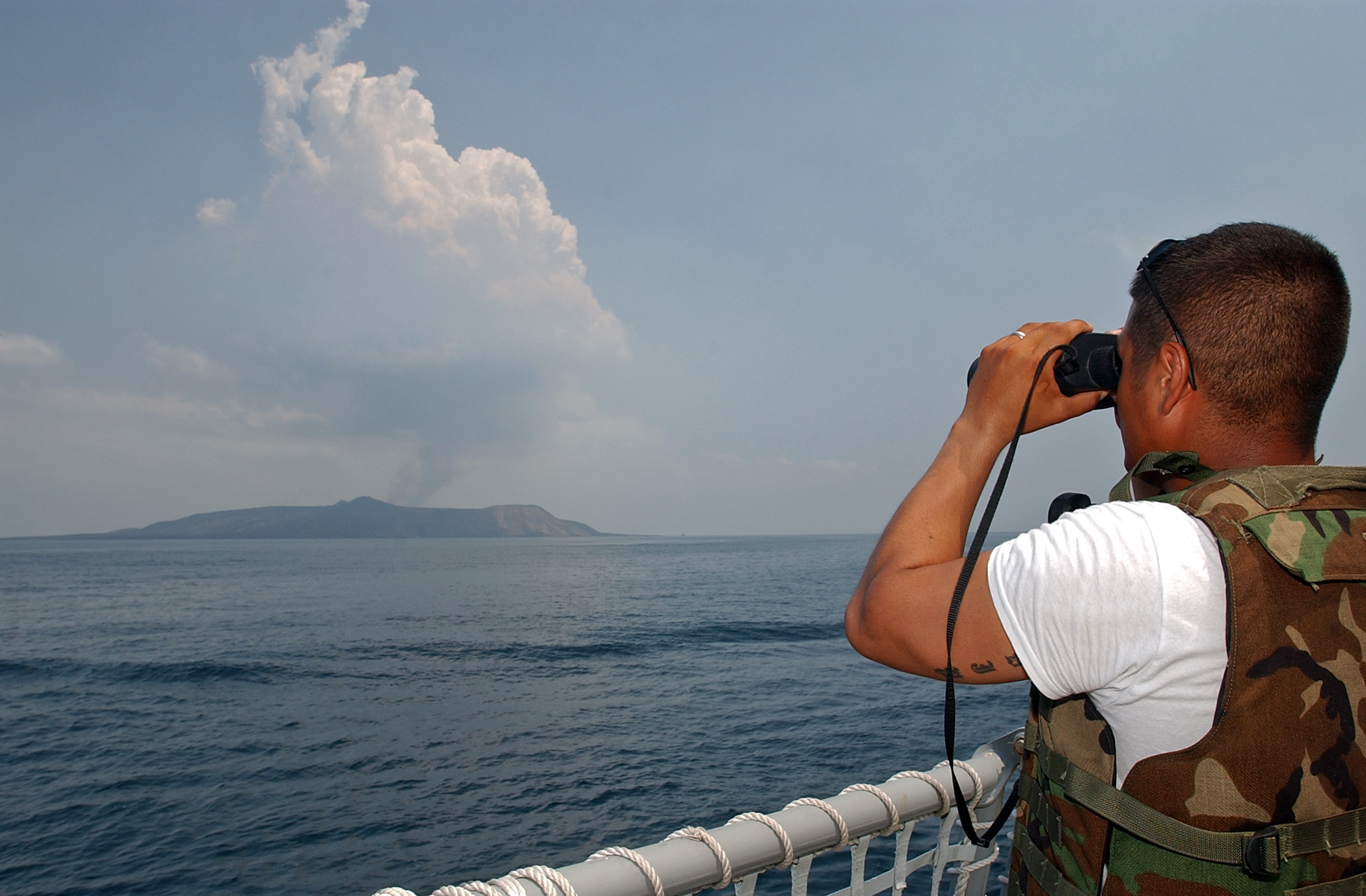
从美国军舰贝恩布里奇号(DDG-96)上看喷发

杰贝尔·阿尔泰尔岛上的火山在2007年9月30日当地时间傍晚7时喷发，将熔浆和火山灰喷至几百米高的空中。之后，至少有一道熔岩流从火山口流入海中。据报道，在喷发前不久，有29名也门士兵从岛上撤离（另一则报道说是约50人），但有8人则不幸遇难。其中几具尸体后来在海中找到。另据报道，也门军事基地所在的岛屿西部已经全被摧毁。
喷发发生时，也门官方向附近的北约海军请求援助，据报道，离之最近的加拿大王家海军舰艇多伦多号（FFH 333）参与了也门海岸警卫队的救援工作。。来自北约常备反应力量海事第一组的其他船只，包括美国军舰贝恩布里奇号（DDG-96），也参与了营救和寻找失踪者的工作。贝恩布里奇号和多伦多号各救起了一名幸存者。葡萄牙海军的护卫舰阿尔瓦雷斯·卡布拉尔号（F331）和王家荷兰海军的护卫舰埃弗特森号（F805）则首先到达现场。这两名幸存者是在搜救任务准备结束的时候才发现的，当时他们已经在海水中浸泡了20多个小时。一位加拿大军官在描述坐在小船里的搜救队面对的场景时，说那是“由喷发的熔岩和射出的火焰组成的壮观背景”。
喷发发生前的两个星期内，在该岛附近记录了几次小地震，震级从2级到3.6级不等。
在此之前，该火山在18世纪和19世纪有几个有记录的喷发，最晚的一次是1883年。在1332年可能还有一次喷发。一位也门政府的地质学家预计，火山将“缓慢地安静下来”，但是经过红海的日常航运——包括能运送300万桶原油的油轮在内——并不受影响。到2007年12月，据报道，岛上的火山活动又一次加剧，渔民已被警告不得接触该海区。